# Leucauge caudata
Leucauge caudata là một loài nhện trong họ Tetragnathidae.
Loài này thuộc chi Leucauge. Leucauge caudata được miêu tả năm 1914 bởi Hogg.